# George Mary Searle
George Mary Searle (ur. 27 czerwca 1839 w Londynie, zm. 7 lipca 1918) – amerykański astronom i duchowny.
W 1858 roku odkrył planetoidę (55) Pandora. Był również odkrywcą sześciu galaktyk. Później wstąpił do zakonu paulinów i wykładał na Katolickim Uniwersytecie Ameryki w Waszyngtonie.

## Odkrycia
| Planetoida   | Data odkrycia        |
| ------------ | -------------------- |
| (55) Pandora | 10 września 1858     |
| Galaktyka    | Data odkrycia        |
| NGC 548      | 2 listopada 1867     |
| NGC 565      | 2 listopada 1867     |
| NGC 570      | 31 października 1867 |
| NGC 4058     | 24 marca 1868        |
| NGC 4247     | 25 lutego 1868       |
| NGC 5487     | 22 marca 1868        |